# 南京市南化第二中学
南京市南化第二中学又称南化二中，建成于1974年。该中学是南化公司的两所附属中学的一所，另一所是南京市南化第一中学（已和原南京市大厂中学合并，名为南京市大厂高级中学）。该校是江苏省重点初中及市德育先进学校。该校于2005年与前南京市大厂中学初中部合并，称呼不变。
- 1974年9月建校
- 2005年8月与前南京市大厂中学初中部合并